# Dodecastigma integrifolium
Dodecastigma integrifolium là một loài thực vật có hoa trong họ Đại kích. Loài này được (Lanj.) Lanj. & Sandwith mô tả khoa học đầu tiên năm 1950.